# A Parcel of Rogues
A Parcel of Rogues er et studiealbum af The Dubliners udgivet i 1976.
De medvirkende er Luke Kelly, Barney McKenna, John Sheahan og Jim McCann.
Albummet blev genudgivet i 1995 på CD under samme navn.

## Spor[3]

### Side 1
1. "Spanish Lady"
2. "The Foggy Dew"
3. "Kid on the Mountain"
4. "Avondale"
5. "The Acrobat/Village Bells"
6. "The Blantyre Explosion"

### Side 2
1. "False Hearted Lover"
2. "Thirty Foot Trailer" (Ewan McColl; Harmony Music)
3. "Boulavogue"
4. "Doherty's Reel/Down the Broom/Honeymoon Reel"
5. "Parcel of Rogues"
6. "Killieburn Brae"